# Bleed
Bleedul este exact aceea extindere a imaginilor ce vin în contact cu marginea de taiere astfel ca acest surplus de imagine să poată fi sacrificat cuțitului de taiere și să nu apară hârtia netipărită în produsul final.